# Australia en la Copa Mundial de Fútbol de 2006
La selección de Australia fue uno de los 32 países participantes de la Copa Mundial de Fútbol de 2006, realizada en Alemania.
Australia regresó a una Copa Mundial tras más de 32 años de ausencia y luego de diferentes eliminaciones a último minuto en la fase previa. A pesar de ser la selección más fuerte de la Confederación de Fútbol de Oceanía, la poca competitividad de ésta motivó su migración a principios de 2006 hacia la Confederación Asiática de Fútbol.
Precedida de su participación en la Copa Confederaciones 2005, Australia se enfrentó en el Grupo F a los campeones vigentes, Brasil, y a las selecciones de Croacia y Japón. Tras una memorable victoria ante los nipones cuando revirtieron el marcador en los últimos 10 minutos y una notable participación ante los pentacampeones, Australia logró el pase a segunda ronda en un disputado partido ante los croatas.
En octavos de final, Australia enfrentó a Italia. A pesar de dominar gran parte del partido, no lograron concretar y fueron derrotados por el eventual equipo campeón con un polémico penal sancionado segundos antes del pitazo final.
A pesar de esto, Australia logró un éxito sin precedentes en la historia de su aún inexperto fútbol, quedando dentro de las 16 mejores selecciones del planeta.

## Clasificación
Australia logró el liderato del grupo clasificatorio de la OFC, como tradicionalmente lo ha hecho. Luego de no avanzar directamente a la primera fase, participó en un minitorneo realizado en Adelaida para determinar a los dos equipos que se enfrentarían en dos partidos finales que determinarían al representante de Oceanía para luchar por el cupo en el repechaje intercontinental ante el quinto lugar de las clasificatorias de la CONMEBOL. Australia derrotó fácilmente a todos sus rivales a excepción de Nueva Zelanda a quien venció por la cuenta mínima. Nueva Zelanda e Islas Salomón disputaban el segundo puesto para la ronda final y sorprendentemente el equipo insular empató a dos goles con los Socceroos lo que les permitió su paso a la ronda final. Diversos especialistas afirmaron posteriormente que los australianos se dejaron empatar para así luchar en el partido final ante un rival más débil y no contra Nueva Zelanda. En la ronda final, Australia superó fácilmente a las Islas Salomón y clasificó a la disputa intercontinental.

### Segunda Ronda
| Pos. | Equipo        | Pts. | PJ | G | E | P | GF | GC | Dif. | Clasificación |   | AUS | SOL | NZL | FJI | TAH  | VAN |
| ---- | ------------- | ---- | -- | - | - | - | -- | -- | ---- | ------------- | - | --- | --- | --- | --- | ---- | --- |
| 1    | Australia     | 13   | 5  | 4 | 1 | 0 | 21 | 3  | +18  | Ronda Final   |   | —   | 2–2 | 1–0 | 6–1 | 9–0  | 3–0 |
| 2    | Islas Salomón | 10   | 5  | 3 | 1 | 1 | 9  | 6  | +3   | Ronda Final   |   | —   | —   | —   | —   | 4–0  | 1–0 |
| 3    | Nueva Zelanda | 9    | 5  | 3 | 0 | 2 | 17 | 5  | +12  |               |   | —   | 3–0 | —   | —   | 10–0 | 2–4 |
| 4    | Fiyi          | 4    | 5  | 1 | 1 | 3 | 3  | 10 | −7   |               | — | 1–2 | 0–2 | —   | 0–0 | 1–0  |     |
| 5    | Tahití        | 4    | 5  | 1 | 1 | 3 | 2  | 24 | −22  |               | — | —   | —   | —   | —   | 2–1  |     |
| 6    | Vanuatu       | 3    | 5  | 1 | 0 | 4 | 5  | 9  | −4   |               | — | —   | —   | —   | —   | —    |     |

 Fuente: 

### Ronda Final
| Equipo 1  | Agr. | Equipo 2      | Ida | Vuelta |
| --------- | ---- | ------------- | --- | ------ |
| Australia | 9–1  | Islas Salomón | 7–0 | 2–1    |

### Repechaje Intercontinental
Al igual que durante la Copa Mundial de Fútbol de 2002, Australia debió enfrentar a Uruguay en partidos de repesca para poder determinar uno de los participantes de la cita mundialista. Sin embargo, en esta oportunidad, los australianos obtuvieron la ventaja de disputar el partido de vuelta en Sídney.
Tras una victoria por 1:0, los uruguayos debieron realizar el largo viaje a Australia donde más de 80.000 personas apoyaron a su selección. Los Socceroos lograron revertir el marcador y se fueron a tanda de tiros penales, donde obtuvieron la clasificación por 4:2, desatando la celebración de millones de australianos y marcando uno de los récords históricos de transmisión televisiva.
Australia fue el primer equipo de la OFC en clasificar a través de su propio sistema de clasificación instaurado después de 1982. Previamente, los equipos de Oceanía habían participado en las clasificatorias asiáticas. El 1 de enero de 2006, la Federación de Fútbol de Australia se cambió a la AFC.
| 12 de noviembre de 2005 | Uruguay          | 1:0 (1:0) | Australia | Estadio Centenario, Montevideo                              |                                                             |
|                         | D. Rodríguez 37' |           |           | Asistencia: 55.000 espectadores Árbitro(s): Claus Bo Larsen | Asistencia: 55.000 espectadores Árbitro(s): Claus Bo Larsen |

| 16 de noviembre de 2005 | Australia                                                    | 1:0 (1:0, 1:0) (t. s.)(4–2 p.)(Global 1:1) | Uruguay                                                | Estadio Telstra, Sídney                                           |                                                                   |
|                         | M. Bresciano 34'                                             |                                            |                                                        | Asistencia: 82.698 espectadores Árbitro(s): Luis Medina Cantalejo | Asistencia: 82.698 espectadores Árbitro(s): Luis Medina Cantalejo |
|                         |                                                              | Tiros desde el punto penal                 |                                                        |                                                                   |                                                                   |
|                         | H. Kewell · Lucas Neill · Tony Vidmar · Mark Viduka · Aloisi |                                            | D. Rodríguez · G. Varela · F. Estoyanoff · M. Zalayeta |                                                                   |                                                                   |

## Jugadores
Datos corresponden a situación previo al inicio del torneo
| #     | Nombre             |  | Posición      | Edad | PJ Sel | Club                   |
| ----- | ------------------ |  | ------------- | ---- | ------ | ---------------------- |
| 1     | Mark Schwarzer     |  | Portero       | 33   | 37     | Middlesbrough FC       |
| 2     | Lucas Neill        |  | Defensa       | 28   | 25     | Blackburn Rovers       |
| 3     | Craig Moore        |  | Defensa       | 30   | 33     | Newcastle United       |
| 4     | Tim Cahill         |  | Mediocampista | 26   | 16     | Everton                |
| 5     | Jason Culina       |  | Mediocampista | 25   | 13     | PSV Eindhoven          |
| 6     | Tony Popovic       |  | Defensa       | 32   | 56     | Crystal Palace         |
| 7     | Brett Emerton      |  | Mediocampista | 27   | 49     | Blackburn Rovers       |
| 8     | Josip Skoko        |  | Mediocampista | 30   | 46     | Stoke City FC          |
| 9     | Mark Viduka        |  | Delantero     | 30   | 33     | Middlesbrough FC       |
| 10    | Harry Kewell       |  | Delantero     | 27   | 20     | Liverpool FC           |
| 11    | Stan Lazaridis     |  | Mediocampista | 29   | 59     | Birmingham City        |
| 12    | Ante Covic         |  | Portero       | 30   | 1      | Hammarby               |
| 13    | Vince Grella       |  | Mediocampista | 26   | 17     | Parma FC               |
| 14    | Scott Chipperfield |  | Mediocampista | 30   | 46     | FC Basel               |
| 15    | John Aloisi        |  | Delantero     | 30   | 41     | Deportivo Alavés       |
| 16    | Michael Beauchamp  |  | Defensa       | 25   | 2      | Central Coast Mariners |
| 17    | Archie Thompson    |  | Delantero     | 27   | 20     | PSV Eindhoven          |
| 18    | Željko Kalac       |  | Portero       | 33   | 52     | AC Milan               |
| 19    | Joshua Kennedy     |  | Delantero     | 23   | 1      | Dinamo Dresde          |
| 20    | Luke Wilkshire     |  | Mediocampista | 24   | 8      | Bristol City FC        |
| 21    | Mile Sterjovski    |  | Mediocampista | 27   | 22     | FC Basel               |
| 22    | Mark Milligan      |  | Defensa       | 20   | 1      | Sydney FC              |
| 23    | Marco Bresciano    |  | Mediocampista | 26   | 24     | Parma FC               |
| D. T. | Guus Hiddink       |  |               |      |        |                        |

## Participación
En un concurso realizado por Hyundai, los aficionados de los equipos eligieron un lema para cada seleccionado, el cual sería colocado en los buses que transportarían a los jugadores a lo largo del país. El eslogan elegido para Australia fue «Australia's Socceroos - bound for glory» (Los Socceroos de Australia rumbo a la gloria)
Australia eligió la localidad de Zweiflingen, en el estado de Baden-Württemberg, como su cuartel durante la realización del torneo.

### Enfrentamientos previos
En comparación con otros equipos clasificados, Australia jugó pocos partidos de preparación en los meses previos al torneo. Aunque tuvo un saldo favorable, la principal preparación del equipo fue durante la Copa Confederaciones 2005 donde, aunque no lograron ningún punto, pusieron en aprietos a selecciones como Alemania y Argentina.
| Fecha                 | Lugar     | Partido   | Partido              | Partido   | Partido                     | Partido       |
| --------------------- | --------- | --------- | -------------------- | --------- | --------------------------- | ------------- |
| 22 de febrero de 2006 | Manama    | Australia | Bandera de Australia | 3:1 (1:0) | Bandera de Baréin           | Baréin        |
| 25 de mayo de 2006    | Melbourne | Australia | Bandera de Australia | 1:0 (1:0) | Bandera de Grecia           | Grecia        |
| 4 de junio de 2006    | Róterdam  | Australia | Bandera de Australia | 1:1 (0:1) | Bandera de los Países Bajos | Países Bajos  |
| 7 de junio de 2006    | Ulm       | Australia | Bandera de Australia | 3:1 (1:1) | Bandera de Liechtenstein    | Liechtenstein |

### Primera fase
| Equipo    | Pts | PJ | PG | PE | PP | GF | GC | Dif |
| --------- | --- | -- | -- | -- | -- | -- | -- | --- |
| Brasil    | 9   | 3  | 3  | 0  | 0  | 7  | 1  | +6  |
| Australia | 4   | 3  | 1  | 1  | 1  | 5  | 5  | 0   |
| Croacia   | 2   | 3  | 0  | 2  | 1  | 2  | 3  | -1  |
| Japón     | 1   | 3  | 0  | 1  | 2  | 2  | 7  | -5  |

| 12 de junio de 2006, 15:00                                   | Australia                      | 3:1 (0:1) | Japón        | Fritz-Walter-Stadion, Kaiserslautern                           |                                                                |
|                                                              | Cahill 84', 89' · Aloisi 90+2' | Reporte   | Nakamura 26' | Asistencia: 46.000 espectadores Árbitro(s): Essam Abd El Fatah | Asistencia: 46.000 espectadores Árbitro(s): Essam Abd El Fatah |
| Primera victoria de Australia en una Copa Mundial de Fútbol. |                                |           |              |                                                                |                                                                |

| 18 de junio de 2006, 18:00 | Australia | 0:2 (0:0) | Brasil                 | Allianz Arena, Múnich                                   |                                                         |
|                            |           | Reporte   | Adriano 49' · Fred 90' | Asistencia: 66.000 espectadores Árbitro(s): Markus Merk | Asistencia: 66.000 espectadores Árbitro(s): Markus Merk |

| 22 de junio de 2006, 21:00 | Australia                     | 2:2 (1:1) | Croacia             | Gottlieb-Daimler-Stadion, Stuttgart                     |                                                         |
|                            | Moore 38' (pen.) · Kewell 79' | Reporte   | Srna 2' · Kovač 56' | Asistencia: 52.000 espectadores Árbitro(s): Graham Poll | Asistencia: 52.000 espectadores Árbitro(s): Graham Poll |

### Octavos de final
| 26 de junio de 2006, 17:00 | Australia | 0:1 (0:0) | Italia             | Fritz-Walter-Stadion, Kaiserslautern                              |                                                                   |
|                            |           | Reporte   | Totti 90+5' (pen.) | Asistencia: 46.000 espectadores Árbitro(s): Luis Medina Cantalejo | Asistencia: 46.000 espectadores Árbitro(s): Luis Medina Cantalejo |

### Participación de jugadores
| #  | Nombre             | Posición      | PJ | Min |         | Asist | Tiros  | Faltas |            |           |
| -- | ------------------ | ------------- | -- | --- | ------- | ----- | ------ | ------ | ---------- | --------- |
| 2  | Lucas Neill        | Defensa       | 4  | 360 | 0       | 0     | 1      | 3-5    | 0          | 0         |
| 3  | Craig Moore        | Defensa       | 4  | 308 | 1       | 0     | 1      | 1-4    | 1          | 0         |
| 4  | Tim Cahill         | Mediocampista | 4  | 273 | 3       | 0     | 6      | 7-14   | 2          | 0         |
| 5  | Jason Culina       | Mediocampista | 4  | 360 | 2       | 0     | 4      | 3-4    | 1          | 0         |
| 6  | Tony Popovic       | Defensa       | 1  | 40  | 0       | 0     | 0      | 1-2    | 0          | 0         |
| 7  | Brett Emerton      | Mediocampista | 3  | 266 | 0       | 0     | 2      | 1-8    | 3          | 1         |
| 8  | Josip Skoko        | Mediocampista | 0  | 0   | 0       | 0     | 0      | 0-0    | 0          | 0         |
| 9  | Mark Viduka        | Delantero     | 4  | 360 | 0       | 0     | 11     | 3-16   | 0          | 0         |
| 10 | Harry Kewell       | Delantero     | 3  | 215 | 1       | 0     | 9      | 6-4    | 0          | 0         |
| 11 | Stan Lazaridis     | Mediocampista | 0  | 0   | 0       | 0     | 0      | 0-0    | 0          | 0         |
| 13 | Vince Grella       | Mediocampista | 4  | 332 | 0       | 0     | 1      | 2-8    | 2          | 0         |
| 14 | Scott Chipperfield | Mediocampista | 4  | 344 | 0       | 0     | 3      | 7-10   | 0          | 0         |
| 15 | John Aloisi        | Delantero     | 4  | 76  | 1       | 2     | 2      | 3-3    | 1          | 0         |
| 16 | Michael Beauchamp  | Defensa       | 0  | 0   | 0       | 0     | 0      | 0-0    | 0          | 0         |
| 17 | Archie Thompson    | Delantero     | 0  | 0   | 0       | 0     | 0      | 0-0    | 0          | 0         |
| 19 | Joshua Kennedy     | Delantero     | 2  | 46  | 0       | 0     | 3      | 4-3    | 0          | 0         |
| 20 | Luke Wilkshire     | Mediocampista | 2  | 164 | 0       | 0     | 1      | 1-4    | 1          | 0         |
| 21 | Mile Sterjovski    | Mediocampista | 3  | 240 | 0       | 0     | 2      | 4-5    | 0          | 0         |
| 22 | Mark Milligan      | Defensa       | 0  | 0   | 0       | 0     | 0      | 0-0    | 0          | 0         |
| 23 | Marco Bresciano    | Mediocampista | 4  | 212 | 0       | 0     | 8      | 9-8    | 0          | 0         |
| #  | Nombre             | Posición      | PJ | Min | Anotado | Prom. | Atajos | Faltas | Amonestado | Expulsado |
| 1  | Mark Schwarzer     | Portero       | 3  | 270 | 4       | 1,33  | 7      | 0-0    | 0          | 1         |
| 12 | Ante Covic         | Portero       | 0  | 0   | 0       | 0     | 0      | 0-0    | 0          | 0         |
| 18 | Zeljko Kalac       | Portero       | 1  | 90  | 2       | 2     | 1      | 0-0    | 0          | 0         |